# Petricolinae
Petricolinae zijn een onderfamilie van tweekleppigen uit de orde Veneroida.

## Taxonomie
De volgende geslachten zijn bij de onderfamilie ingedeeld:
- Choristodon Jonas, 1844
- Cooperella Carpenter, 1864 (= Oedalia, Oedalina)
- Lajonkairia Deshayes, 1854 (= Lajonkairea)
- Mysia Lamarck, 1818 (= Lucinopsis)
- Petricola Lamarck, 1801 (= Naranio. Pseudoirus, Rupellaria)
- Petricolaria Stoliczka, 1870 (= Gastranella)